# Coppa del Baltico 1932
L'edizione 1932 della Coppa del Baltico fu la quinta del torneo e fu vinta dalla Lettonia, giunta al suo secondo titolo.

## Formula
Il torneo fu disputato su un girone con gare di sola andata giocate tutte a Riga nel giro di tre giorni: erano assegnati due punti alla vittoria, uno al pareggio e zero alla sconfitta.

## Classifica finale
| Pos. | Squadra  | Pt | G | V | N | P | GF | GS | DR |
| ---- | -------- | -- | - | - | - | - | -- | -- | -- |
| 1.   | Lettonia | 4  | 2 | 2 | 0 | 0 | 5  | 1  | +4 |
| 2.   | Lituania | 2  | 2 | 1 | 0 | 1 | 3  | 5  | -2 |
| 3.   | Estonia  | 0  | 2 | 0 | 0 | 2 | 1  | 3  | -2 |

## Risultati
| Arbitro: | Sven Klang |

|                                                   |           |                |
| Pētersons 52’ Šeibelis 53’ Jēnihs 65’ Tauriņš 73’ | Marcatori | 15’ Citavičius |

| Arbitro: | Sven Klang |

|            |           |                          |
| Mõtlik 11’ | Marcatori | 30’ Čižauskas 70’ Lingis |

| Arbitro: | Sven Klang |

|              |           |  |
| Šeibelis 58’ | Marcatori |  |